# Sundoro
Sundoro lub Sindoro (indonez. Gunung Sundoro, Gunung Sindoro) – czynny wulkan w środkowej części Jawy w Indonezji; zaliczany do stratowulkanów. Sąsiaduje z wulkanem Sumbing.
Wysokość 3136 m n.p.m. (według innych źródeł 3151 m). Wulkan o bardzo symetrycznym stożku.
Erupcje notowane od około 1806 r., ostatnia w 1971 r.